# Толстоголовка Юпе
Толстоголовка Юпе, или толстоголовка кавказская (лат. Pyrgus jupei) — бабочка из семейства толстоголовок. Длина переднего крыла 12 — 15 мм. Другие представители рода надежно отличаются по строению гениталий.

## Этимология названия
Хельмут Юпе — немецкий энтомолог, друг и коллега Б. Альберти, принимавший участие в экспедиции на Кавказ в 1963 году.

## Ареал и места обитания
Россия (высокогорья Большого Кавказа), Грузия, Армения, Азербайджан, Иран (Эльбурс, Шахруд), Турция (высокогорья Восточной Турции). Встречается в верхнем поясе лесной, субальпийской и альпийской зонах (на высоте 1700 — 3000 м над ур. м.) Большого Кавказа — в Тебердинском заповеднике, Приэльбрусье и Северной Осетии.
Бабочки населяют увлажненные травянистые луга с различными цветущими растениями и низкотравные альпийские луга, гораздо реже — альпийские злаковники и каменистые альпийские луга на границе с нивальным поясом. В Приэльбрусье вид встречается преимущественно на лугах северных склонов и ущелий, а на южных склонах — поднимаются выше в альпийский пояс.

## Биология
Биология вида практически не изучена. Развивается в одном поколении за год. Время лёта с конца июня по август. Бабочки питаются на цветках горцев и васильков. В жаркое время дня самцы часто образуют большие большие скопления на лужах, грязевых участках грунтовых дорог, у ручьев, вытекающих из тающих снежников. В альпийском поясе бабочки часто сидят на прогретых камнях и у обочин дорог. Летают низко над землей, присаживаясь на открытые участки почвы. Гусеницы не описаны. Кормовые растения гусениц, вероятно, лапчатки (Potantilla sp.).